# چندجهانی (نظریه مجموعه‌ها)
در {نظریه مجموعه‌ها|نظریه ریاضیاتی مجموعه‌ها}، دیدگاه چندجهانی، مدل‌های متعددی برای نظریه مجموعه‌ها برمی‌شمرد اما هیچ مدلی را «مطلق» یا «مرکزی» یا «درست» نمی‌داند. مدل‌های مختلف همه به یک اندازه معتبر یا صحیح هستند اگرچه ممکن است برخی مفیدتر یا جذاب‌تر از بقیه باشند. دیدگاه مخالف آن دیدگاه «جهانی» نظریه مجموعه‌هاست که در آن تمام مجموعه‌ها در یک مدل یکتای نهایی قرار می‌گیرند.
یک تفاوت اساسی میان دو دیدگاه جهانی و چند جهانی، نگرش آنها به فرضیه پیوستار است. در دیدگاه جهانی فرضیه پیوستار، سوالی معنی‌دار است که ممکن است درست یا نادرست باشد و ما هنوز نتوانسته‌ایم تصمیم بگیریم که درست یا نادرست است. در دیدگاه چندجهانی، درستی یا نادرستی فرضیه پیوستار بدون انتخاب مدلی از نظریه مجموعه‌ها، بی معنی است